# 파리의 관광

파리의 전경

파리의 관광은 프랑스의 주요한 산업이다. 프랑스는 세계 1위의 관광대국이며, 수도인 파리시 또한 관광명소로 유명하여 세계 최고의 관광지 중의 하나이다. 매년 2700만명이 방문하며 파리 근로자 10명 중 1명이 관광업에 종사한다. 파리에 있는 최고의 관광 명소로는 에펠탑, 조르주 퐁피두 센터, 노트르담 대성당 (파리), 오르세 미술관, 루브르 박물관 등이 있다.

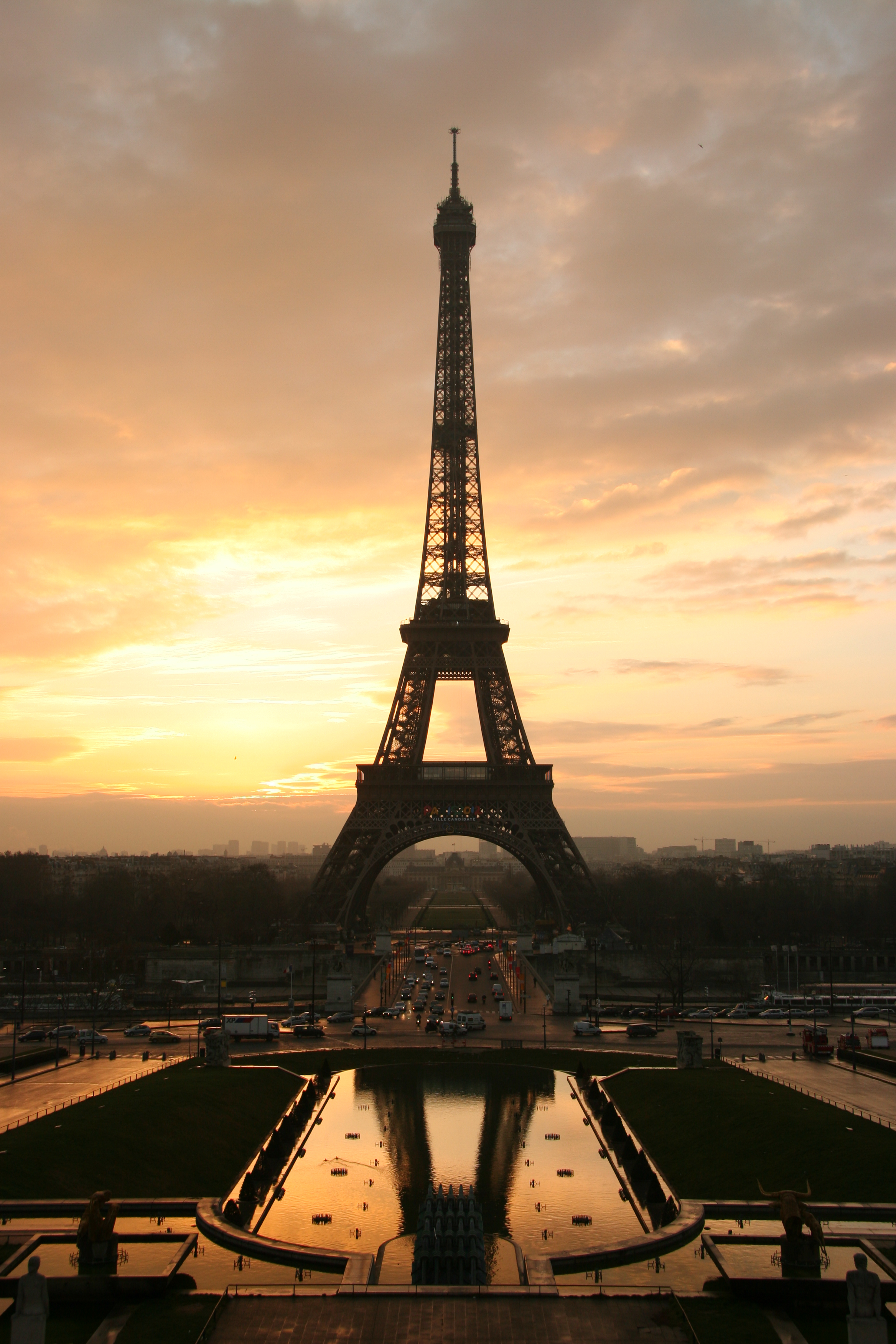
에펠탑

## 에펠 탑
에펠탑(프랑스어: La Tour Eiffel)은 1889년 프랑스 혁명 100주년 기념 박람회 계획의 일환으로 건축가인 귀스타브 에펠의 설계로 건축된 기념물이다. 에펠 타워(Eiffel Tower)로도 불린다. 1889년 5월 6일에 개관하였다. 이 탑은 현재 파리시의 상징물로 자리매김했다. 높이는 약 320미터이다. 초기 건축시 미학적 측면, 건축술 측면에서 여러모로 큰 반대를 받았으며 건축 후 그러한 우려를 모두 해소시켰다. 아름다운 곡선의 미가 배어있는 건축물이며 1930년 크라이슬러 빌딩이 완공되기 전까지는 세계에서 가장 큰 건물이었다.

## 조르주 퐁피두 센터
조르주 퐁피두 센터(Centre Georges Pompidou)는 1971년에서 1977년에 걸쳐 준공된 복합 문화시설로, 파리 4구(IVe arrondissement)의 레 알(Les Halles)과 르 마레(Le Marais) 지역 인근의 보부르(Beaubourg) 지역에 있다. 이 곳의 위치를 따서 현지인들은 이곳을 Beaubourg라고도 부른다. 퐁피두 센터는 1969년부터 1974년까지 프랑스 대통령이었던 조르주 퐁피두(Georges Pompidou)의 이름을 딴 것이며, 1977년 12월 31일에 문을 열었다. 렌조 피아노(Renzo Piano), 리처드 로저스(Richard Rogers), 잔프랑코 프란키니(Gianfranco Franchini) 등이 설계했다.

## 노트르담 대성당 (파리)

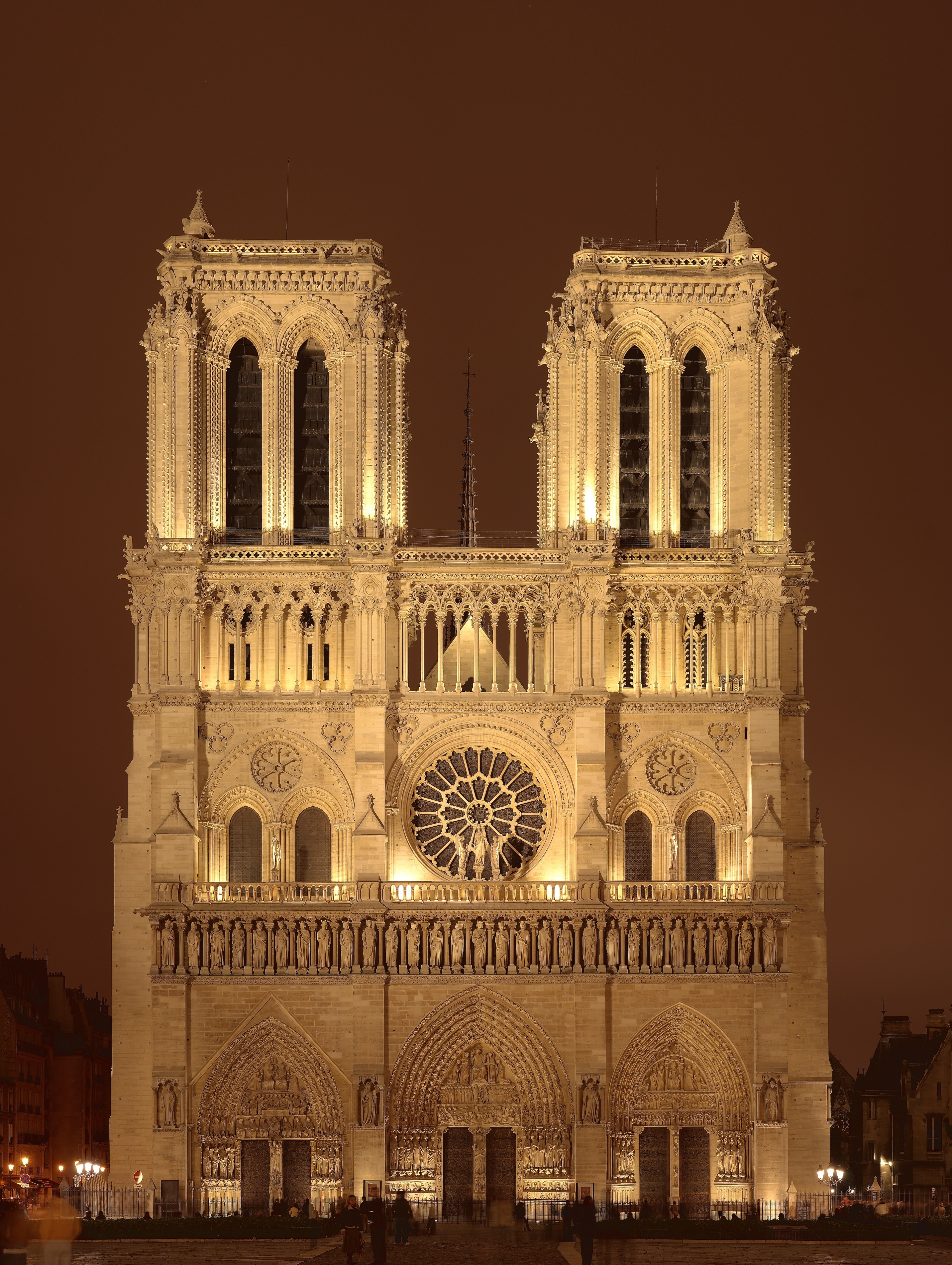
노트르담 대성당의 야경

파리의 노트르담 대성당(프랑스어: Cathédrale Notre-Dame de Paris)은 프랑스 파리의 시테 섬의 동쪽 반쪽에 있는 고딕 양식의 대성당이다. 이 대성당은 지금도 로마 가톨릭교회의 교회 건물로서 파리 대주교좌 성당으로 사용되고 있다. 노트르담 대성당은 흔히 프랑스 고딕 건축의 정수로 이야기된다. 이 대성당은 프랑스의 유명한 건축가인 비올레르뒤크에 의해 파괴된 상태에서 보호되어 복구되었다. “노트르담”은 “우리의 귀부인”이라는 뜻의 프랑스어다(성모 마리아를 의미함).

## 오르세 미술관

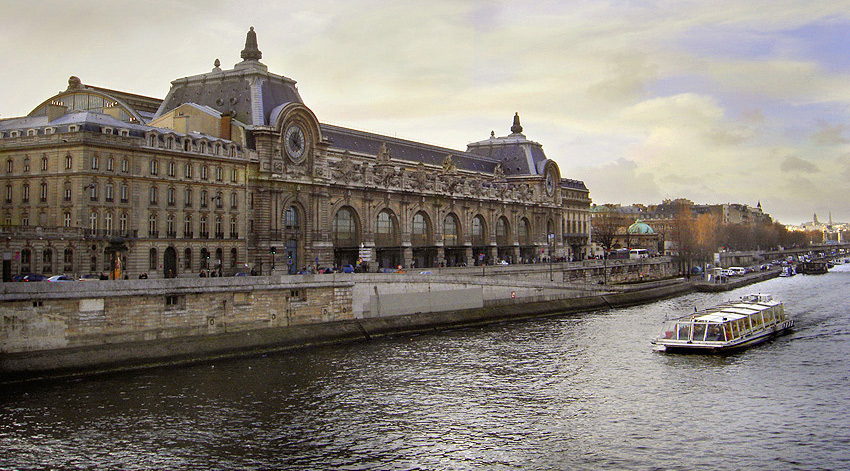
오르세 미술관

오르세 미술관(Musée d'Orsay)은 프랑스 파리 센강 좌안에 자리한 미술관이다. 소장품 중 빈센트 반 고흐, 폴 고갱을 비롯한 19세기 인상파 작품이 유명하다.

## 루브르 박물관

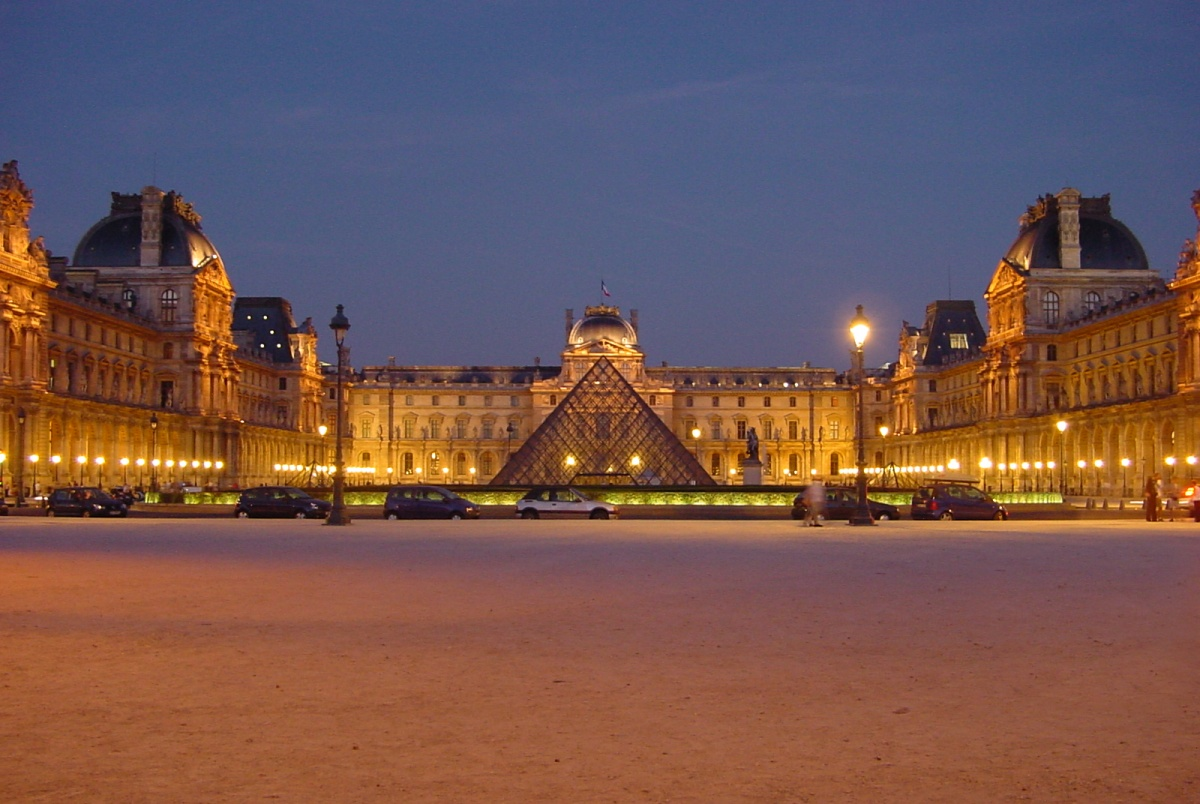
루브르 박물관

루브르 박물관(Le musée du Louvre)은 프랑스 파리의 중심가인 리볼리로에 있는 국립 박물관이다. 소장품의 수와 질 면에서 메트로폴리탄 미술관 등과 함께 세계적으로 손꼽히는 박물관이다. 지금의 건물은 루브르궁을 개조한 것으로, 파리의 세느강변에 포함하여 세계유산으로 지정되어 있다. 루브르 박물관 앞의 유리 피라미드 조형물은 근대에 건설된 것으로 한때 어울리지 않다는 평이 많았으나 현재는 루브르를 대표하는 조형물이 되었다. 프랑스어로 뮈제 뒤 루브르, 그랑 루브르, 또는 단순히 루브르라고도 불린다.